# 吳德妃
淑惠德妃（1539年8月12日—1539年），亦作吳德妃，錦衣衛帶俸指揮僉事吳讓之女，明朝明武宗朱厚照之妃。

## 生平
吳氏的出生時間無考。沈氏與吳氏陪同孝靜毅皇后夏氏一起進宮，皇太后即命冊封她們為妃。正德元年（1506年）八月十八日，太監陳寬傳旨：「冊沈氏為賢妃、吳氏為德妃，命禮部具儀擇日來聞」。同年九月初七日，正式冊封沈氏為賢妃、吳氏為德妃。嘉靖十八年（1539年）七月二十九日，武廟德妃吳氏薨逝。嘉靖二十一年五月十七日，武廟賢妃沈氏薨逝，明世宗為其輟朝三日，並賜謚榮淑，葬祭依照淑惠德妃吳氏之例辦理。《太常續考》謂「康陵，二妃無從葬，榮淑賢妃沈氏、淑惠德妃吳氏俱葬金山」。

## 家族
吳德妃之父為錦衣衛帶俸指揮僉事吳讓。正德二年三月十七日，沈傳、吳讓「以戚里乞恩」，由錦衣衛百戶晉升為錦衣衛指揮僉事。正德三年二月十三日，將靜海縣六千五百四十二餘頃無稅地賜給皇親沈傅、吳讓。正德十六年七月初十日，戶部回覆巡按御史范永鑾的奏摺，指出靜海縣靠近海邊，土地多閒置荒蕪，百姓自行開墾這些土地並繳納賦稅已經超過百年，但是近日，「皇親沈傳、吳讓受奸民投獻，冒請奪之」，範圍綿延百里，按畝徵稅。貧困的百姓採集魚蛤，也被要求繳租，深受其擾。戶部建議命令巡撫和按察官進行調查，若查出皇親沈傳、吳讓的家田屬冒占，應該把田地歸還百姓，所有勳戚與功臣的莊田亦應按照地方官府的規定，禁止過度徵收，遇災害則免稅，不遵詔令者則按律治罪，此建議獲得嘉靖帝的允許。嘉靖二年九月十九日，賜武廟德妃之父、故錦衣衛帶俸指揮僉事吳讓祭一壇。